# Provincia del Ranco
La Provincia del Ranco es una provincia de Chile, perteneciente a la Región de Los Ríos. Tiene una superficie de 8232,3 km² y una población de 97 153 habitantes, según los datos del censo de 2002. Su capital es la ciudad de La Unión.

## Economía
En 2018, la cantidad de empresas registradas en la provincia del Ranco fue de 1721. El Índice de Complejidad Económica (ECI) en el mismo año fue de -0,33, mientras que las actividades económicas con mayor índice de Ventaja Comparativa Revelada (RCA) fueron Fabricación de Hilos y Cables Aislados (694,92), Cultivo de Raps (325,75) y Venta al por Menor de Pescados, Mariscos y Productos Conexos (168,37).

## Historia
La ley 20.174 escindió la antigua provincia de Valdivia de la X Región de Los Lagos, creando con ella la nueva Región de Los Ríos. La provincia fue dividida en dos: la (nueva) provincia de Valdivia y la Provincia de Ranco. Dicha ley fue publicada en el Diario Oficial el 5 de marzo de 2007 y entró en vigencia el 2 de octubre del mismo año. Posteriormente, la ley 20.294 (publicada el 3 de octubre de 2008) renombró esta provincia a Provincia del Ranco.
El primer gobernador de la provincia fue Augusto Sanhueza Vergara y el último titular fue Alonso Pérez de Arce Carrasco quien se transformó en el Gobernador más joven en asumir el cargo con solo 32 años.

## Autoridades
Las autoridades son nombradas directamente por el Presidente de la República y se mantienen en su cargo mientras cuenten con su confianza.

### Gobernador provincial (2007-2021)

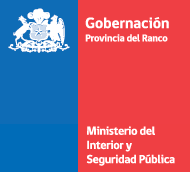
Logotipo de la Gobernación de la Provincia del Ranco hasta 2021.

Los siguientes fueron los gobernadores provinciales de Ranco.
| Gobernador(a)                 | Partido | Partido | Inicio                   | Final                   | Presidente(a) | Presidente(a)     |
| ----------------------------- | ------- | ------- | ------------------------ | ----------------------- | ------------- | ----------------- |
| Augusto Sanhueza Vergara      |         | PPD     | 2 de octubre de 2007     | 9 de abril de 2008      |               | Michelle Bachelet |
| Nelson Bustos Arancibia       |         | PPD     | 9 de abril de 2008       | 11 de marzo de 2010     |               | Michelle Bachelet |
| Eduardo Hölck Kusch           |         | UDI     | 11 de marzo de 2010      | 9 de septiembre de 2013 |               | Sebastián Piñera  |
| Claudio Vallejos Cano         |         | UDI     | 11 de septiembre de 2013 | 11 de marzo de 2014     |               | Sebastián Piñera  |
| Luis Sergio Gallardo Salazar  |         | PPD     | 11 de marzo de 2014      | 11 de marzo de 2018     |               | Michelle Bachelet |
| Alonso Pérez de Arce Carrasco |         | Evópoli | 11 de marzo de 2018      | 10 de junio de 2021     |               | Sebastián Piñera  |

### Delegado presidencial provincial (Desde 2021)

Logotipo de la Delegación Presidencial Provincial del Ranco desde 2021

Nuevo cargo que reemplaza la figura de Gobernador provincial.
| Delegado(a)              | Partido | Partido | Inicio              | Final               | Presidente(a) | Presidente(a)    |
| ------------------------ | ------- | ------- | ------------------- | ------------------- | ------------- | ---------------- |
| Helmuth Palma Oyarzo     |         | EVO     | 14 de julio de 2021 | 11 de marzo de 2022 |               | Sebastián Piñera |
| Alejandro Reyes Catalán  |         | PS      | 11 de marzo de 2022 | 10 de junio de 2025 |               | Gabriel Boric    |
| Alejandro Reyes Catalán  |         | PS      | 11 de marzo de 2022 | 10 de junio de 2025 |               | Gabriel Boric    |
| Alejandra Álamos Herrera |         | PR      | 10 de junio de 2025 | En el cargo         |               | Gabriel Boric    |

## Comunas
La provincia está constituida por 4 comunas:
| Código | Comuna     | Capital    | Superficie (km²) | Población (2017) | %      |
| ------ | ---------- | ---------- | ---------------- | ---------------- | ------ |
| 14201  | La Unión   | La Unión   | 2 137            | 38 036           | 40,48% |
| 14202  | Futrono    | Futrono    | 2 267,5          | 14 665           | 15,60% |
| 14203  | Lago Ranco | Lago Ranco | 1 763,3          | 9 896            | 10,53% |
| 14204  | Río Bueno  | Río Bueno  | 2 111,7          | 31 372           | 33,39% |
| Total  | Total      | Total      | 8 279,5          | 93 969           | 100%   |